# Gare de Sainte-Maure – Noyant
Gare de Sainte-Maure - Noyant – stacja kolejowa w Noyant-de-Touraine, w departamencie Indre i Loara, w Regionie Centralnym, we Francji.
Jest stacją Société nationale des chemins de fer français (SNCF), obsługiwaną przez pociągi TER Centre i TER Poitou-Charentes kursujących między Tours, Port-de-Piles lub Poitiers.